# Fernando Mora Ramos
Fernando Mora Ramos (1955) é um actor e encenador português.

## Carreira
Iniciou a sua actividade teatral no TEUM - Teatro dos Estudantes da Universidade de Moçambique. Trabalhou nesse grupo de teatro com o encenador Mário Barradas tendo participado como actor na peça Noite de guerra no Museu do Prado, de Rafael Alberti. No TEUM fez ainda Quando custa o ferra, de Brecht, que a cesura proibiu e A rosa e a coroa, de Prestley, tradução de Eugénio Lisboa, ambas as peças dirigidas por José Peixoto. 

Frequentou o Conservatório nacional, à Rua dos Caetanos, entre 73 e inícios de 75, altura em que integra a equipa fundadora do Centro Cultural de Évora, primeira estrutura de criação teatral da chamada descentralização. Desenvolve nessa fase um amplo trabalho com os grupos amadores do Alentejo, tendo realizado as primeiras encenações com a SOIR - Sociedade de Instrução e Recreio Joaquim António de Aguiar. Fez A boda dos pequenos burgueses, com uma incursão dramatúrgica em textos de Rosa Luxemburgo na montagem e A bicicleta, de António Saias, sobre a Reforma Agrária. Trabalha também intensamente como actor dirigido por Luís Varela, Mário Barradas e José Peixoto tendo feito Histórias do Ruzante (J. Peixoto) fazendo o Ruzante, Duas Caras do Patrão (Teatro campesino, fazendo o Operário), Fé, esperança e a caridade (Horvath, fazendo o Escrivão Luz), O pó da inteligência (Kateb Yacine, fazendo o Corifeu), Luz nas Trevas, (Brecht, fazendo o empregado de Paduk)- todos encenações de Luís Varela e A noite dos visitantes(Peter Weiss, fazendo o 1º Visitante), O senhor Puntila e o seu Criado Matti (fazendo Surkala, o velho operário comunista) encenações de Mário Barradas, entre outros trabalhos.

Convidado a encenar por Mário Barradas faz a sua primeira encenação profissional em 79 - George Dandin, de Molière - inspirado nos textos de Roger Planchon sobre a peça.  
Entretanto, como Bolseiro da Fundação Gulbenkian estagia (79/80) no Piccolo Teatro de Milão, sob a orientação de Giorgio Strehler, acompanhando os trabalhos de A boa alma de Sé Chuão, de Brecht.   
Trabalha com Ferrucio Soleri em Arlequim e os outros, "canevas" de Commedia dell'arte, cuja estreia ocorreu num bairro de Milão.   
Em Milão assiste a espectáculos de Strehler ( El Nost Milan, Bertolazzi, O temporal, Strindberg) e vê espectáculos de Tadeusz Kantor, Benno Besson, Luigi Squartzina, Enrico D'Amatto, Carlo Battistoni, Walter Pagliaro, entre outros.  
De regresso a Portugal faz espectáculos com uma série de companhias portuguesas: Centro Cultural de Évora, Companhia de Teatro de Santarém, TEP, do Porto, Bonifrates de Coimbra, Cena - Companhia de Teatro de Braga e Escola da Noite, Coimbra. 
Encena textos de Merimée, Sarrazac ( Lázaro também ele sonhava com o Eldorado, sobre a emigração, A paixão do jardineiro e Envelhecer diverte-me) Goldoni ( O amante militar, em Évora).   
Em Coimbra encena o Aniversário da colectividade (de Sean O'casey, integrando O fim do princípio e Pede-se uma libra!) no Sousa Bastos, com Vitor Santos, Gil Nave, José Carlos Faria, espectáculo que realiza 62 apresentações sempre der sala esgotada.   
Com a companhia Cena, no Porto, realiza Lázaro, também ele sonhava com o Eldorado, incursão na dramaturgia fragmentária e no drama por estações.     
Nos quarenta anos que leva de actividade teatral encenou e interpretou espectáculos de autores clássicos como Marivaux, Molière, Goldoni e Gil Vicente.    
E de contemporâneos como Beckett, Thomas  Bernhard, Georg Tabori, Bernard- Marie Koltès, Luigi Pirandello, Strindberg, Howard Barker, Martin Crimp, Sarrazac, Danan, etc,         
Encenou recentemente ( 2015 - e interpretou o diabo) com Nuno Carinhas O fim das possibilidades, de Jean-Pierre Sarrazac, coprodução entre o TNSJ e o Teatro da Rainha.      
Director Artístico e Encenador do Teatro da Rainha, dirige espectáculos como A Dança da Morte de August Strindberg ou Ella de Herbert Achternbusch, para o Teatro Nacional S. João.
Participou como actor em filmes de João César Monteiro e Jorge Silva Melo, como em Agosto de 1988, no papel de Emílio